# Razer
Razer Inc. – amerykańskie przedsiębiorstwo zajmujące się produkcją akcesoriów komputerowych dla graczy. Znajduje się w czołówce producentów myszy i klawiatur.
Do jego najpopularniejszych produktów można zaliczyć m.in.:
- myszy: Abyssus, Boomslang, Diamondback, Copperhead, Krait, Salmosa, Deathadder, Lachesis, Lancehead, Mamba, Imperator, Orochi, Naga, Taipan, Ouroboros, Naga Hex, Naga Hex v2, naga Chroma, Naga Epic Chroma, Mamba Elite, Mamba 16000, Mamba 16000 Tournament Edition, Lancehead Tournament Edition, Atheris, Basilisk, Naga Trinity, Deathadder Respawn, Deathadder 2013, Deathadder Chroma, Deathadder Elite.
- klawiatury: Tarantula, Arctosa, Lycosa, BlackWidow, Anansi, Nostromo, Deathstalker, Blackwidow X, Blackwidow Elite, Blackwidow Chroma v2, Ornata, Ornata Chroma, Ornata, Cynosa, Cynosa Chroma, Cynosa Chroma Pro, Blackwidow Ultimate 2016/2016 Chroma.
- słuchawki: Barracuda, Piranha, Moray, Orca, Chimaera, Megalodon, Electra, Carcharias, Tiamat, Kraken, Hammerhead, Hammerhead Pro, Mano’War, Kraken Pro, Kraken Usb, Kraken Pro v2, Kraken 7.1 Chroma, Kraken 7.1 v2, Nari, Nari Essential, Nari Ultimate, Opus, Kraken X.
- głośniki: Mako 2.1, Ferox, Leviathan, Leviathan Mini.
- podkładki pod mysz: Destructor, eXactMat, Goliathus, Megasoma, Ironclad, Scarab, Sphex, Kabuto, Vespula, Firefly, Gigantus, Manticor, Vespula v2, Sphex v2, Sphex v2 Mini.
- akcesoria do konsoli Xbox 360: Kontroler Onza, Kontroler Sabertooth, Słuchawki Chimaera oraz Kontroler Atrox.
- akcesoria do konsoli Xbox One:

Kontroler Wolverine Ultimate, Kontroler Wolverine Tournament Edition, Słuchawki Thresher Ultimate, Kontroler Articles Xbox One.
- akcesoria do konsoli PS4

Kontroler Raiju, Kontroler Panthera, Słuchawki Thresher Ultimate
- laptop: Blade, Blade Stealth, Blade Pro.
- telefon: Phone, Phone 2

Projekty Razer na CES:
Laptop Valerie, Komputer Christine, Projektor Ariana.
Oprogramowanie Razer:
Synapse, Synapse 2, Synapse 3, Cortex, Surround, Nabu, Hammerhead.
Hasłem reklamowym Razera jest „FOR GAMERS. BY GAMERS.” (pol. „Dla Graczy. Od Graczy”).

## Historia
Przedsiębiorstwo zostało założone w 1998 roku, w San Diego, w stanie Kalifornia. Założycielami są Min-Liang Tan (dzisiejszy dyrektor generalny), Robert „Razerguy” Krakoff oraz Matthew Thompson.
Tego samego roku, wypuszczona została na rynek pierwsza gamingowa myszka – Razer Boomslang.
W roku 2000 Razer stał się pierwszym sponsorem Johnathana Wendela – jednego z najlepszych i najbardziej znanych graczy komputerowych.
W roku 2001 Razer był sponsorem turnieju CPL, którego pula nagród osiągnęła niebywałą wtedy kwotę – 100 tys. USD.
Tego samego roku, trzęsienie ziemi na Tajwanie zniszczyło wszystkie fabryki Razer’a oraz ich magazyn.
W roku 2004 przedsiębiorstwo podniosło się a założyciele walczyli o odbudowę majątku Razer’a. Do tego czasu wszyscy profesjonalni menedżerowie opuścili firmę. Wtedy Robert Krakoff zajął pozycję prezesa, a Min dyrektora kreatywnego. Myszka Razer Diamondback zaprojektowana przez Min’a i wypuszczona pod koniec tego samego roku stała się najlepiej sprzedającym produktem gamingowym w historii.
W 2005 roku, podążając niedawnym sukcesem, została wypuszczona kolejna edycja myszki Razer Diamondback – Plasma Edition – wszystkie egzemplarze rozeszły się tego samego dnia a zamówienia na kolejne zaczęły napływać z całego świata. Pod koniec roku, na rynek została wypuszczona myszka Razer Copperhead – pierwsza mysz laserowa na świecie o sensorze 2000 dpi.
W marcu 2006 roku Razer otrzymał kilka nagród Red Dot Awards za design swoich produktów. Niewiele wcześniej, na targach CES zaprezentował klawiaturę Razer Tarantula, która jako pierwsza oferowała obsługę makr czy anti-ghosting. W sierpniu tego samego roku przedsiębiorstwo podjęło współpracę z Microsoft Corporation tworząc Microsoft Habu powered by Razer – pierwszą gamingową myszkę Microsoftu. W tym roku zostały wypuszczone jeszcze słuchawki Razer Barracuda – pierwsze słuchawki 5.1 oraz myszka Razer DeathAdder – pierwsza ergonomiczna myszka do gier która pobiła rekordy sprzedaży modeli Copperhead oraz Diamondback.
W styczniu 2007 Razer założył pierwsze oficjalne biuro w Seulu, w Korei Południowej oraz rozszerzył swoją współpracę z Microsoftem tworząc klawiaturę do gier – Microsoft Reculsa. W sierpniu tego samego roku na rynku zagościła pierwsza oburęczna myszka z sensorem o rozdzielczości 4000 dpi – Razer Lachesis. Pod koniec roku wypuszczone zostały jeszcze słuchawki Razer Piranha oraz klawiatura Razer Lycosa.
W 2008 roku założone zostało kolejne biuro w Hamburgu, w Niemczech, a w lutym zostały wypuszczone głośniki Razer Mako 2.1.
Dziewiątego kwietnia Razer stworzył swój oficjalny fanpage w serwisie Facebook, który zyskał 10 tys. „Lubię to!” w mniej niż 7 dni od założenia.
W maju została wypuszczona podkładka Razer Goliathus która stała się najlepiej sprzedającą podkładką na świecie. Oprócz tego, w sierpniu tego roku, zostały zaprezentowane słuchawki Razer Megalodon.
W pierwszej połowie 2009 roku, Razer zaprezentował swoją pierwszą bezprzewodową myszkę – Razer Mamba oraz mobilną – Razer Orochi. W sierpniu, do sprzedaży została wypuszczona myszka Razer Naga przeznaczona do gier MMO.
W 2010 roku, na targach CES Razer zaprezentował pierwsze akcesoria do konsoli Xbox 360 – kontroler Razer Onza oraz słuchawki Razer Chimaera. W sierpniu tego samego roku, ulepszono myszkę Razer Lachesis o laserowy sensor 3.5G oraz możliwość zmiany kolorów podświetlenia LED. Niewiele później, na targach Gamescom zaprezentowano klawiatury BlackWidow oraz BlackWidow Ultimate – w pełni programowalne klawiatury z mechanicznymi klawiszami pozwalającymi klikać i pisać szybciej niż na innych klawiaturach na rynku.